# キスム
キスム（Kisumu）は、ケニア西部にある都市でニャンザ州の州都及びキスム県の県庁所在地。人口は約39万人（2019年）でケニア西部の中心都市である。ビクトリア湖北東部のカビロンド湾の湾奥部の港湾都市。大ビクトリア湖盆地の中ではカンパラについで重要な都市である。標高は1170mでルオ族の居住が多い。かつてポート・フローレンス（Port Florence）と呼ばれていた。
ナイロビを経由しモンバサと結ぶウガンダ鉄道が1901年に開通した。それに伴い開港され、Port Florence(フローレンス港)と名付けられた。1980年代及び1990年代は貿易が停滞したが、石油のウガンダ輸出に伴い盛り返した。石油を産出しないケニアはモンバサで輸入原油を精製しパイプラインでナイロビ等へ輸送する。キスムからウガンダへはトラック輸送である。
キスムは「交易（スモ）する場」という意味である。また、ルオ語のJo-kisuma「援助物資に依存する人々（people who depend on charity）」が由来であるという説もある。
友好都市にイギリスのチェルトナム、姉妹都市にアメリカのロアノークとボルダ―がある。キスム国際空港が設置されている。